# Bur Akang Siwah
Bur Akang Siwah är ett berg i Indonesien.   Det ligger i provinsen Aceh, i den västra delen av landet, 1 500 km nordväst om huvudstaden Jakarta. Toppen på Bur Akang Siwah är 1 268 meter över havet.
Terrängen runt Bur Akang Siwah är kuperad åt nordost, men åt sydväst är den bergig. Runt Bur Akang Siwah är det ganska tätbefolkat, med 120 invånare per kvadratkilometer. I omgivningarna runt Bur Akang Siwah växer i huvudsak städsegrön lövskog.